# Antonio I della Scala
Antonio I della Scala (1362 – 3 de septiembre de 1388) fue el último señor Scaligeri de Verona desde 1375 hasta 1387, inicialmente junto con su hermano Bartolomeo II.

## Biografía
Antonio era hijo ilegítimo de Cansignorio della Scala y de una tal Margherita dei Pittati, recibió una excelente educación bajo la tutela del humanista Marzagaia, quien, si bien reconoció sus notables dotes, no logró corregir sus inclinaciones violentas. 
A la muerte de su padre, se asoció en el señorío con su hermano Bartolomeo II. El nombramiento fue seguido por la legitimación de la paternidad, que tuvo lugar el 11 de diciembre de 1375, por dispensa papal..
En 1378 se casó con Samaritana da Polenta, hija de Guido III da Polenta, señor de Rávena.

### Regencia del Consejo de los Cuatro
Con 17 y 11 años respectivamente, Bartolomeo II y Antonio I fueron puestos bajo la tutela de un "Consejo de los Cuatro", probablemente hasta que Bartolomeo alcanzó la mayoría de edad. Salvo un conflicto con Milán que disputó, en 1378, la sucesión de Cansignorio, esta regencia fue un período de paz y prosperidad. 
El Consejo de los Cuatro administró sabiamente Verona y sus posesiones, mientras que los jóvenes señores, quienes, aunque bastardos, habían sido educados con refinamiento, hicieron brillar de nuevo la corte de los Scaligeri.
Sus primeras decisiones les granjearon la simpatía de los veroneses: donaron a Guglielmo Bevilacqua las propiedades que este había administrado en nombre de su padre, restituyeron al clero el control del diezmo que su padre había asumido, cancelaron las deudas contraídas por los municipios de Verona y Vicenza hasta 1368 y otorgaron privilegios a los municipios dependientes de Riva del Garda. 
Al igual que sus predecesores, intervinieron para limitar los abusos en la construcción, destruyendo los balcones y las pasarelas de madera construidas abusivamente sobre las calles para conectar las casas entre sí.

### Últimos años, caída y muerte
En 1381 se cree que causó la muerte de Bartolomeo II por envenenamiento, y reinó en solitario desde 1381 hasta 1387, cuando fue depuesto por Gian Galeazzo Visconti, duque de Milán. A Antonio se debe la restauración, en 1383, del Castillo Scaligero de Torri del Benaco, en el lago de Garda.
Tras estos acontecimientos, se dedicó a buscar aliados que pudieran apoyarlo en la reconquista de Verona. Solicitó ayuda a la Serenísima República de Florencia y, posteriormente, al papa Urbano VI, pero no obtuvo resultados. 
Durante una expedición a la Toscana para reunir soldados y restablecer su dominio en Verona, Antonio falleció repentinamente en 1388, a los 26 años, en Tredozio, cerca de Faenza, en circunstancias poco claras. Probablemente fue enterrado en Rávena.
El breve pero memorable reinado de Antonio es recordado por sus esfuerzos por mejorar la situación de Verona y preservar el legado de su ilustre familia, los della Scala (Scaligeri). Su hijo fue Canfrancesco della Scala, pretendiente al señorío de Verona, quien murió en 1392. Según otras fuentes, en 1399.

## Sucesión
| Predecesor: Cansignorio della Scala (1359-1375) | Señor de Verona y Vicenza 1375 - 1387 | Sucesor: Ninguno (Dinastía derrocada) |

- Datos: Q3620396